# An Lộc Sơn
An Lộc Sơn (chữ Hán: 安祿山; 19 tháng 2, 703 - 30 tháng 1, 757) là một viên tướng của nhà Đường. Biết 9 thứ tiếng của các dân tộc ít người ở các vùng ngoại vực Trung Quốc, lại thiện chiến và lắm mưu kế, An Lộc Sơn từng là con nuôi của Tiết độ sứ Trương Thủ Khuê, sau đó trở thành "dưỡng tử" của Dương Quý phi. Là Tiết độ sứ của 3 trấn, nắm giữ hơn 15 vạn binh mã, An Lộc Sơn nuôi giấc mộng thành hoàng đế, ông đã khởi đầu loạn An Sử nổi tiếng trong lịch sử Trung Quốc giữa thế kỉ 8, khiến Đường Huyền Tông phải bỏ chạy khỏi Trường An. Sau đó, An Lộc Sơn xưng làm Hoàng đế Đại Yên, nhưng không được bao lâu thì bị con trai là An Khánh Tự sát hại. Loạn An Sử kéo dài 7 năm đã tàn phá ghê gớm Trung Quốc, kết thúc thời kỳ thịnh trị của nhà Đường.

## Thân thế
An Lộc Sơn dân tộc Đột Quyết, người Liễu Thành, Doanh Châu (營州; nay là Triều Dương, Liêu Ninh). Ông vốn có tên là Loát Lạc Sơn (軋犖山), mang họ Khang (康). Sau vì cha ông mất, mẹ ông cải giá với An Diên Yển (安延偃) nên ông lấy họ An và thay tên là Lộc Sơn. Tên Lộc Sơn phiên âm từ chữ Roχšan, theo tiếng bản tộc có nghĩa là "ánh sáng".
Năm 724, An Lộc Sơn phạm tội ăn trộm dê, bị Tiết độ sứ U châu của nhà Đường là Trương Thủ Khuê bắt giam. Khi sắp bị hành hình, Lộc Sơn kêu to:"Đại nhân không đi giết giặc Phiên, lại ở đây đánh chết Lộc Sơn, chẳng có uy danh gì cả!"
Trương Thủ Khuê thấy Lộc Sơn cao to trắng trẻo, lời nói khác thường, bèn thu nhận làm tuỳ tùng. Thấy ông dũng cảm, khoẻ mạnh, Thủ Khuê phong ông làm Tróc sinh tướng và nhận làm con nuôi. Sau này Thủ Khuê có công lao ngoài biên ải, được Đường Huyền Tông gọi về triều cất nhắc làm Thừa tướng.
Tương truyền, có lần Lộc Sơn rửa chân cho Thủ Khuê, thấy có bảy cái nốt ruồi đen ở bàn chân. Thấy Lộc Sơn ngắm nhìn bảy cái nốt ruồi, Thủ Khuê nói:"Phú quý ta có được đều ở bảy cái nốt ruồi đó"
Lộc Sơn bèn đáp:"Tiểu nhân ở cả hai bàn chân đều có như vậy"
Trương Thủ Khuê kinh ngạc, sai Lộc Sơn ngửa bàn chân xem, quả nhiên như vậy. Thủ Khuê đoán sau này ít ra Lộc Sơn cũng làm đến ngôi vị Tiết độ sứ, từ đó càng yêu quý Lộc Sơn hơn.

## Tam trấn Tiết độ sứ
Năm 740, ông được Đường Huyền Tông phong làm Binh mã sứ Bình Lư. Nhờ giỏi dùng vàng bạc đút lót cho các sứ thần của Đường Huyền Tông, ông rất được sự tin tưởng của vua Đường vì các sứ giả trở về đều ca ngợi cho ông.
Năm 741, ông được phong làm Đô đốc Doanh châu. Năm 742, ông được thăng làm Tiết độ sứ Bình Lư. Tới năm 744, lại được kiêm nhiệm Tiết độ sứ Phạm Dương, rồi Thái phóng sứ Hà Bắc. Do được lòng Huyền Tông, đến năm 751, ông lại được kiêm chức Tiết độ sứ Hà Đông. Vùng cai quản của 3 chức tiết sứ Bình Lư, Phạm Dương, Hà Đông chiếm trọn 2 đạo Hà Bắc và Hà Đông của Trung Quốc. Do đó, toàn bộ vùng Đông Bắc Trung Quốc khi đó trong tay An Lộc Sơn. Tổng binh mã của ba vùng này chiếm đến gần 1/3 quân số thường trực của nhà Đường.

## Yên đế
Xem thêm: Loạn An Sử
Mâu thuẫn giữa Lộc Sơn và Dương Quốc Trung ngày càng lớn. Quốc Trung là thừa tướng, lại là anh Dương Quý Phi, cũng rất có thế lực trong triều. Theo lời khuyên của Sử Tư Minh - người bạn thân, đồng thời là thủ hạ - An Lộc Sơn quyết định làm phản.
Lộc Sơn nắm rõ sự suy yếu của nhà Đường do lối sống xa hoa của vua và các đại thần, quân đội thường trực ở kinh đô lại bạc nhược. Trong khi đó lực lượng quân đội trong tay ông lúc đó rất mạnh, gồm nhiều người bộ tộc Đồng La, Hề, Khiết Đan rất dũng mãnh, thiện chiến mà ông nuôi dưỡng, huấn luyện thành lực lượng riêng gọi là Duệ lạc hà.
Năm 755, ông dùng 32 tướng Phiên thay thế các tướng Hán, tổ chức thành lực lượng vũ trang hùng mạnh, tập trung của cải các vùng xung quanh, tích trữ lương thảo và hàng vạn con ngựa.
Tháng 11 năm 755, An Lộc Sơn khởi binh ở Phạm Dương, lấy cớ thanh trừng thừa tướng Dương Quốc Trung. Từ đó bắt đầu loạn An Sử trong lịch sử Trung Quốc.
Đường Huyền Tông ban đầu nghe báo Lộc Sơn làm phản còn không tin, sau mới biết là thật, bèn ra lệnh giết chết con trai Lộc Sơn đang làm rể ở kinh thành.
Quân Lộc Sơn mạnh mẽ, nhanh chóng tràn xuống phía tây, đánh chiếm Lạc Dương. Quân đội nhà Đường lúc này không còn mạnh mẽ như trước nên liên tiếp bị thua trận. Tháng 1 năm 756, ông tự xưng là Yên đế ở Lạc Dương, lấy niên hiệu là Thánh Vũ.

## Bị hại ở Trường An
Quân Yên mở rộng chiến trường ra các nơi. Tới tháng 6 năm 756, An Lộc Sơn mang quân tấn công Trường An, bị tướng Kha Thư Hàn mang 20 vạn quân án ngữ trước cửa ải Đồng Quan.
An Lộc Sơn án binh lâu ngày ở Đồng Quan chưa đánh được, trong khi đó ở phía đông, các tướng nhà Đường là Quách Tử Nghi và Lý Quang Bật đang tấn công quân Yên mạnh mẽ, lấy lại được nhiều đất đai.
Giữa lúc đó, Huyền Tông nghe tin phương đông thắng trận, nôn nóng muốn diệt Yên, bèn hạ lệnh bắt Kha Thư Hàn ra quân, dù Kha Thư Hàn muốn chờ quân của Lý, Quách đánh về phối hợp nhưng vua Đường không nghe. Kha Thư Hàn bất đắc dĩ phải xuất quân. Quân Đường ở kinh kỳ vốn đông nhưng yếu ớt, bị quân Yên đánh tan tành. Hai mươi vạn quân Đường bị giết, bản thân Kha Thư Hàn bị bắt sống. Kha Thư Hàn đường cùng không thể thoát, lại bất mãn với mệnh lệnh của vua Đường nên hàng Yên.
An Lộc Sơn thắng lớn, kéo quân vào Trường An, giết hại rất nhiều dân thường.
Đường Huyền Tông và Dương Quốc Trung hối hả bỏ chạy vào đất Thục. Tình trạng quân Đường vô cùng hỗn loạn. Các tướng sĩ oán hận nhà họ Dương nên đã nổi loạn và giết Quốc Trung và ép Huyền Tông xử tử Quý phi, nếu không sẽ không hộ giá nữa. Huyền Tông đành mang Quý phi thắt cổ ở Mã Ngôi.
Thái tử Lý Hanh lên ngôi ở Linh Vũ, tức là Đường Túc Tông, vọng tôn Huyền Tông làm thượng hoàng. Từ lúc đó quân Đường bắt đầu được tổ chức lại, phản công quân Yên.
An Lộc Sơn tuy chiếm được Trường An nhưng ngày càng to béo phì nộn, đến mức mặc quần áo cũng phải có người hầu giúp. Mắt ông cũng bị tật mờ đi, không trông rõ mọi vật. Sau khi xưng đế, An Lộc Sơn rất tự mãn và bộc lộ tính cách của một con người kiêu ngạo, tàn ác, thích trách phạt thuộc hạ. Hai thuộc hạ của An Lộc Sơn là Nghiêm Trang và Lý Trư Nhi, vốn là ân nhân giúp An Lộc Sơn khởi nghiệp bây giờ họ trở thành nạn nhân để hứng chịu những trận đòn, lời quát mắng. Do vậy hai người vô cùng bất mãn và  liên kết chống lại An Lộc Sơn.
Sủng thiếp của An Lộc Sơn là Đoàn thị, có một con trai còn nhỏ tên An Khánh Ân, được cha yêu quý và muốn lập làm người kế vị. Con thứ hai của An Lộc Sơn là An Khánh Tự có mẹ là Khang phu nhân - vợ cả của An Lộc Sơn - hiện đã lớn và có chút quyền bính trong tay. Biết vị thế của mình khá bấp bênh, An Khánh Tự luôn tìm cách đối phó. Cùng lúc ba người thân cận nhất của An Lộc Sơn hợp mưu nhau để trừ khử ông. Đêm tháng 1 năm 757, Khánh Tự, Nghiêm Trang cầm kiếm đứng phục ngoài trướng, còn Lý Trư Nhi cầm đại đao tiến thẳng vào trong, An Lộc Sơn phát hiện liền vươn tay tìm thanh bảo kiếm để đầu giường nhưng không được vì trước đó Lý Trư Nhi lén giấu đi. Lý Trư Nhi chém một nhát vào bụng Lộc Sơn, ông chỉ còn biết hét lên "Nghiêm Trang đã phản ta!" rồi ngã xuống giường. Lúc đó ông mới 55 tuổi.